# Fußball-Südostasienmeisterschaft 2022/Gruppe A
| Pl. | Land        | Sp. | S | U | N | Tore    | Diff. | Punkte |
| --- | ----------- | --- | - | - | - | ------- | ----- | ------ |
| 1.  | Thailand    | 4   | 3 | 1 | 0 | 013:200 | +11   | 10     |
| 2.  | Indonesien  | 4   | 3 | 1 | 0 | 012:300 | +9    | 10     |
| 3.  | Kambodscha  | 4   | 2 | 0 | 2 | 010:800 | +2    | 06     |
| 4.  | Philippinen | 4   | 1 | 0 | 3 | 008:100 | −2    | 03     |
| 5.  | Brunei      | 4   | 0 | 0 | 4 | 002:220 | −20   | 0      |

Die Gruppe A der Fußball-Südostasienmeisterschaft 2022 war eine der zwei Gruppen des Turniers. Die ersten beiden Spiele wurden am 20. Dezember 2022 ausgetragen, der letzte Spieltag fand am 2. Januar 2023 statt. Die Gruppe bestand aus den Nationalmannschaften aus Thailand, den Philippinen, Indonesien, Kambodscha und Brunei.

## Kambodscha – Philippinen 3:2 (2:1)
| Kambodscha                                                                                    | Kambodscha | Philippinen | Philippinen |
| --------------------------------------------------------------------------------------------- | --- | --- | ----------- |
| Kambodscha                                                                                    | \| 1. Spieltag \| \| 20. Dezember 2022 um 17:00 Uhr (11:00 Uhr MEZ) in Phnom Penh (Morodok Techo National Stadium) \| \| Zuschauer: 4.860 \| \| Schiedsrichter: Majed al-Shamrani ( Saudi-Arabien) \| \| Spielbericht \|                                                                  | \| 1. Spieltag \| \| 20. Dezember 2022 um 17:00 Uhr (11:00 Uhr MEZ) in Phnom Penh (Morodok Techo National Stadium) \| \| Zuschauer: 4.860 \| \| Schiedsrichter: Majed al-Shamrani ( Saudi-Arabien) \| \| Spielbericht \|                                                                                                   | Philippinen |
| Kambodscha                                                                                    | Keo Soksela – Tes Sambath (79. Taing Bunchhai), Choun Chanchav, Soeuy Visal – Orn Chanpolin (61. Boris Kok), Yeu Muslim, Seut Baraing, Sos Suhana – Reung Bunheing (61. Keo Sokpheng), Sieng Chanthea (90.+2' Thierry Bin), Lim Pisoth (79. Nick Taylor) Cheftrainer: Ryu Hirose ( Japan) | Kevin Ray Mendoza – Simen Lyngbø, Amani Aguinaldo, Jefferson Tabinas, Yrick Gallantes (46. Audie Menzi) – Oliver Bias (82. Pocholo Bugas), Arnel Amita (46. Sandro Reyes), Hikaru Minegishi (63. Jesus Melliza), Stephan Schröck – Kenshiro Daniels (74. Javier Gayoso), Mark Hartmann Cheftrainer: Josep Ferré ( Spanien) | Philippinen |
| Kambodscha                                                                                    | 1:0 Reung (16.) 2:0 Orn (20.) 3:2 Reung (59.) | 2:1 Daniels (41.) 2:2 Daniels (55.) | Philippinen |
| Kambodscha                                                                                    | Kok (64.) | Schröck (53.) | Philippinen |
| Kambodscha                                                                                    | Spieler des Spiels: Lim Pisoth (Kambodscha) | | Philippinen |
| 1. Spieltag                                                                                   | | |             |
| 20. Dezember 2022 um 17:00 Uhr (11:00 Uhr MEZ) in Phnom Penh (Morodok Techo National Stadium) | | |             |
| Zuschauer: 4.860                                                                              | | |             |
| Schiedsrichter: Majed al-Shamrani ( Saudi-Arabien)                                            | | |             |
| Spielbericht                                                                                  | | |             |

## Brunei – Thailand 0:5 (0:2)
| Brunei                                                                                | Brunei | Thailand | Thailand |
| ------------------------------------------------------------------------------------- | --- | --- | -------- |
| Brunei                                                                                | \| 1. Spieltag \| \| 20. Dezember 2022 um 20:30 Uhr (13:30 Uhr MEZ) in Kuala Lumpur (Kuala Lumpur Stadium) \| \| Zuschauer: 480 \| \| Schiedsrichter: Chen Hsin-chuan ( Chinese Taipei) \| \| Spielbericht \| | \| 1. Spieltag \| \| 20. Dezember 2022 um 20:30 Uhr (13:30 Uhr MEZ) in Kuala Lumpur (Kuala Lumpur Stadium) \| \| Zuschauer: 480 \| \| Schiedsrichter: Chen Hsin-chuan ( Chinese Taipei) \| \| Spielbericht \| | Thailand |
| Brunei                                                                                | Haimie Abdullah Nyaring – Haziq Kasyful Azim (63. Azwan Saleh), Nur Ikhwan Othman, Yura Indera Putera Yunos, Khairil Shahme Suhaimi, Alinur Rashimy Jufri – Hamizan Aziz Sulaiman (23. Hanif Hamir), Hendra Azam Idris (63. Wafi Aminuddin), Najib Tarif – Razimie Ramlli (70. Abdul Azizi Ali Rahman), Hakeme Yazid Said (70. Adi Said) Cheftrainer: Mario Rivera ( Spanien) | Kittipong Phuthawchueak – Suphanan Bureerat, Pansa Hemviboon, Theerathon Bunmathan – Sasalak Haiprakhon, Kritsada Kaman, Sarach Yooyen (81. Peeradon Chamratsamee), Bordin Phala (72. Jaroensak Wonggorn), Ekanit Panya (81. Channarong Promsrikaew) – Adisak Kraisorn (46. Poramet Arjvirai), Teerasil Dangda (72. Sumanya Purisai) Cheftrainer: Alexandré Pölking ( Deutschland) | Thailand |
| Brunei                                                                                | 0:1 Phala (19.) 0:2 Dangda (44.) 0:3 Yunos (88., Eigentor) 0:4 Chamratsamee (90.+1', Foulelfmeter) 0:5 Chamratsamee (90.+3') | | Thailand |
| Brunei                                                                                | Spieler des Spiels: Theerathon Bunmathan (Thailand) | | Thailand |
| 1. Spieltag                                                                           | | |          |
| 20. Dezember 2022 um 20:30 Uhr (13:30 Uhr MEZ) in Kuala Lumpur (Kuala Lumpur Stadium) | | |          |
| Zuschauer: 480                                                                        | | |          |
| Schiedsrichter: Chen Hsin-chuan ( Chinese Taipei)                                     | | |          |
| Spielbericht                                                                          | | |          |

## Indonesien – Kambodscha 2:1 (2:1)
| Indonesien                                                                            | Indonesien | Kambodscha | Kambodscha |
| ------------------------------------------------------------------------------------- | --- | --- | ---------- |
| Indonesien                                                                            | \| 2. Spieltag \| \| 23. Dezember 2022 um 16:30 Uhr (10:30 Uhr MEZ) in Jakarta (Gelora Bung Karno Stadium) \| \| Zuschauer: 25.332 \| \| Schiedsrichter: Ryūji Satō ( Japan) \| \| Spielbericht \| | \| 2. Spieltag \| \| 23. Dezember 2022 um 16:30 Uhr (10:30 Uhr MEZ) in Jakarta (Gelora Bung Karno Stadium) \| \| Zuschauer: 25.332 \| \| Schiedsrichter: Ryūji Satō ( Japan) \| \| Spielbericht \|                                                                           | Kambodscha |
| Indonesien                                                                            | Nadeo Argawinata – Asnawi Mangkualam (60. Edo Febriansah), Fachruddin Aryanto , Jordi Amat, Pratama Arhan (51. Yakob Sayuri) – Witan Sulaeman (82. Dendy Sulistyawan), Marc Klok, Egy Maulana Vikri (46. Saddil Ramdani), Marselino Ferdinan, Ricky Kambuaya – Muhammad Rafli (46. Ilija Spasojević) Cheftrainer: Shin Tae-yong ( Südkorea) | Keo Soksela – Tes Sambath, Choun Chanchav, Orn Chanpolin, Soeuy Visal (73. Thierry Bin) – Sareth Krya, In Sodavid (67. Boris Kok), Seut Baraing – Reung Bunheing (46. Sa Ty), Sieng Chanthea (84. Mat Noron), Lim Pisoth (67. Keo Sokpheng) Cheftrainer: Ryu Hirose ( Japan) | Kambodscha |
| Indonesien                                                                            | 1:0 Vikri (7.) 2:1 Sulaeman (35.) | 1:1 Sareth (15.) | Kambodscha |
| Indonesien                                                                            | Amat (86.) | Kok (68.) | Kambodscha |
| Indonesien                                                                            | Spieler des Spiels: Keo Soksela (Kambodscha) | | Kambodscha |
| 2. Spieltag                                                                           | | |            |
| 23. Dezember 2022 um 16:30 Uhr (10:30 Uhr MEZ) in Jakarta (Gelora Bung Karno Stadium) | | |            |
| Zuschauer: 25.332                                                                     | | |            |
| Schiedsrichter: Ryūji Satō ( Japan)                                                   | | |            |
| Spielbericht                                                                          | | |            |

## Philippinen – Brunei 5:1 (2:0)
| Philippinen                                                                       | Philippinen | Brunei | Brunei |
| --------------------------------------------------------------------------------- | --- | --- | ------ |
| Philippinen                                                                       | \| 2. Spieltag \| \| 23. Dezember 2022 um 18:00 Uhr (11:00 Uhr MEZ) in Manila (Rizal Memorial Stadium) \| \| Zuschauer: 1.650 \| \| Schiedsrichter: Tam Ping Wun ( Hongkong) \| \| Spielbericht \| | \| 2. Spieltag \| \| 23. Dezember 2022 um 18:00 Uhr (11:00 Uhr MEZ) in Manila (Rizal Memorial Stadium) \| \| Zuschauer: 1.650 \| \| Schiedsrichter: Tam Ping Wun ( Hongkong) \| \| Spielbericht \| | Brunei |
| Philippinen                                                                       | Julian Schwarzer (90. Anthony Pinthus) – Audie Menzi, Amani Aguinaldo (60. Javier Gayoso), Jefferson Tabinas, Pocholo Bugas – Stephan Schröck (86. Harry Nuñez), Sandro Reyes, Jesus Melliza – Kenshiro Daniels (46. Sebastian Rasmussen), Oliver Bias, Mark Hartmann (60. Christian Rontini) Cheftrainer: Josep Ferré ( Spanien) | Haimie Abdullah Nyaring – Yura Indera Putera Yunos, Wafi Aminuddin (46. Khairil Shahme Suhaimi), Nur Ikhwan Othman – Fakharrazi Hassan, Azwan Ali Rahman (70. Hendra Azam Idris), Azwan Saleh (56. Haziq Kasyful Azim), Abdul Mu’iz Sisa – Abdul Azizi Ali Rahman (61. Nazirrudin Ismail), Adi Said (46. Razimie Ramlli), Hakeme Yazid Said Cheftrainer: Mario Rivera ( Spanien) | Brunei |
| Philippinen                                                                       | 1:0 Daniels (7.) 2:0 Reyes (12.) 3:0 Melliza (50.) 4:0 Rasmussen (51.) 5:1 Rasmussen (88.) | 4:1 Ramlli (70.) | Brunei |
| Philippinen                                                                       | Azim (64.), Ismail (69.), Idris (74.) | | Brunei |
| Philippinen                                                                       | Spieler des Spiels: Jesus Melliza (Philippinen) | | Brunei |
| 2. Spieltag                                                                       | | |        |
| 23. Dezember 2022 um 18:00 Uhr (11:00 Uhr MEZ) in Manila (Rizal Memorial Stadium) | | |        |
| Zuschauer: 1.650                                                                  | | |        |
| Schiedsrichter: Tam Ping Wun ( Hongkong)                                          | | |        |
| Spielbericht                                                                      | | |        |

## Brunei – Indonesien 0:7 (0:2)
| Brunei                                                                                | Brunei | Indonesien | Indonesien |
| ------------------------------------------------------------------------------------- | --- | --- | ---------- |
| Brunei                                                                                | \| 3. Spieltag \| \| 26. Dezember 2022 um 18:00 Uhr (11:00 Uhr MEZ) in Kuala Lumpur (Kuala Lumpur Stadium) \| \| Zuschauer: 5.439 \| \| Schiedsrichter: Kim Hee-gon ( Südkorea) \| \| Spielbericht \| | \| 3. Spieltag \| \| 26. Dezember 2022 um 18:00 Uhr (11:00 Uhr MEZ) in Kuala Lumpur (Kuala Lumpur Stadium) \| \| Zuschauer: 5.439 \| \| Schiedsrichter: Kim Hee-gon ( Südkorea) \| \| Spielbericht \| | Indonesien |
| Brunei                                                                                | Haimie Abdullah Nyaring – Alinur Rashimy Jufri, Wafi Aminuddin, Hanif Hamir (14. Yura Indera Putera Yunos), Khairil Shahme Suhaimi, Najib Tarif – Shafie Effendy (46. Fakharrazi Hassan), Hendra Azam Idris (58. Azwan Ali Rahman), Nazirrudin Ismail (68. Razimie Ramlli) – Abdul Azizi Ali Rahman (46. Haziq Kasyful Azim), Hakeme Yazid Said Cheftrainer: Mario Rivera ( Spanien) | Nadeo Argawinata – Asnawi Mangkualam (63. Yakob Sayuri), Hansamu Yama, Rachmat Irianto, Rizky Ridho (80. Marc Klok), Edo Febriansah – Egy Maulana Vikri (63. Witan Sulaeman), Syahrian Abimanyu, Saddil Ramdani – Dendy Sulistyawan (74. Muhammad Rafli), Ilija Spasojević (63. Ramadhan Sananta) Cheftrainer: Shin Tae-yong ( Südkorea) | Indonesien |
| Brunei                                                                                | 0:1 Abimanyu (20.) 0:2 Sulistyawan (41.) 0:3 Vikri (59.) 0:4 Spasojević (60.) 0:5 Sananta (68.) 0:6 Klok (86.) 0:7 Sayuri (90.+2') | | Indonesien |
| Brunei                                                                                | Jufri (23.) | Ridho (9.), Mangkualam (62.) | Indonesien |
| Brunei                                                                                | Jufri (38.) | | Indonesien |
| Brunei                                                                                | Spieler des Spiels: Yakob Sayuri (Indonesien) | | Indonesien |
| 3. Spieltag                                                                           | | |            |
| 26. Dezember 2022 um 18:00 Uhr (11:00 Uhr MEZ) in Kuala Lumpur (Kuala Lumpur Stadium) | | |            |
| Zuschauer: 5.439                                                                      | | |            |
| Schiedsrichter: Kim Hee-gon ( Südkorea)                                               | | |            |
| Spielbericht                                                                          | | |            |

## Thailand – Philippinen 4:0 (2:0)
| Thailand                                                                         | Thailand | Philippinen | Philippinen |
| -------------------------------------------------------------------------------- | --- | --- | ----------- |
| Thailand                                                                         | \| 3. Spieltag \| \| 26. Dezember 2022 um 19:30 Uhr (13:30 Uhr MEZ) in Tha Khlong (Thammasat Stadium) \| \| Zuschauer: 6.567 \| \| Schiedsrichter: Yūdai Yamamoto ( Japan) \| \| Spielbericht \| | \| 3. Spieltag \| \| 26. Dezember 2022 um 19:30 Uhr (13:30 Uhr MEZ) in Tha Khlong (Thammasat Stadium) \| \| Zuschauer: 6.567 \| \| Schiedsrichter: Yūdai Yamamoto ( Japan) \| \| Spielbericht \| | Philippinen |
| Thailand                                                                         | Kittipong Phuthawchueak – Suphanan Bureerat, Pansa Hemviboon, Theerathon Bunmathan – Sasalak Haiprakhon, Kritsada Kaman, Sarach Yooyen (76. Weerathep Pomphan), Bordin Phala (64. Peeradon Chamratsamee), Ekanit Panya (88. Jaroensak Wonggorn) – Adisak Kraisorn (64. Channarong Promsrikaew), Teerasil Dangda (64. Poramet Arjvirai) Cheftrainer: Alexandré Pölking ( Deutschland) | Julian Schwarzer – Simen Lyngbø (46. Sebastian Rasmussen), Amani Aguinaldo, Jefferson Tabinas, Audie Menzi – Stephan Schröck , Arnel Amita (46. Sandro Reyes), Jesus Melliza (58. Hikaru Minegishi) – Kenshiro Daniels (88. Pocholo Bugas), Oliver Bias (68. Christian Rontini), Mark Hartmann Cheftrainer: Josep Ferré ( Spanien) | Philippinen |
| Thailand                                                                         | 1:0 Dangda (3.) 2:0 Danga (41., Foulelfmeter) 3:0 Kraisorn (57.) 4:0 Bureerat (63.) | | Philippinen |
| Thailand                                                                         | Rontini (75.) | | Philippinen |
| Thailand                                                                         | Spieler des Spiels: Teerasil Dangda (Thailand) | | Philippinen |
| 3. Spieltag                                                                      | | |             |
| 26. Dezember 2022 um 19:30 Uhr (13:30 Uhr MEZ) in Tha Khlong (Thammasat Stadium) | | |             |
| Zuschauer: 6.567                                                                 | | |             |
| Schiedsrichter: Yūdai Yamamoto ( Japan)                                          | | |             |
| Spielbericht                                                                     | | |             |

## Indonesien – Thailand 1:1 (0:0)
| Indonesien                                                                            | Indonesien | Thailand | Thailand |
| ------------------------------------------------------------------------------------- | --- | --- | -------- |
| Indonesien                                                                            | \| 4. Spieltag \| \| 29. Dezember 2022 um 16:30 Uhr (10:30 Uhr MEZ) in Jakarta (Gelora Bung Karno Stadium) \| \| Zuschauer: 49.985 \| \| Schiedsrichter: Mohammed al-Hoish ( Saudi-Arabien) \| \| Spielbericht \| | \| 4. Spieltag \| \| 29. Dezember 2022 um 16:30 Uhr (10:30 Uhr MEZ) in Jakarta (Gelora Bung Karno Stadium) \| \| Zuschauer: 49.985 \| \| Schiedsrichter: Mohammed al-Hoish ( Saudi-Arabien) \| \| Spielbericht \| | Thailand |
| Indonesien                                                                            | Nadeo Argawinata – Asnawi Mangkualam, Fachruddin Aryanto , Rachmat Irianto (75. Ricky Kambuaya), Jordi Amat, Pratama Arhan – Yakob Sayuri, Marc Klok, Egy Maulana Vikri (59. Saddil Ramdani) – Witan Sulaeman (75. Muhammad Rafli), Dendy Sulistyawan (87. Marselino Ferdinan) Cheftrainer: Shin Tae-yong ( Südkorea) | Kittipong Phuthawchueak – Suphanan Bureerat, Pansa Hemviboon, Theerathon Bunmathan – Sasalak Haiprakhon, Kritsada Kaman, Sarach Yooyen, Bordin Phala (82. Peeradon Chamratsamee), Ekanit Panya (87. Jakkapan Praisuwan), Channarong Promsrikaew (46. Sanrawat Dechmitr) – Teerasil Dangda (73. Adisak Kraisorn) Cheftrainer: Alexandré Pölking ( Deutschland) | Thailand |
| Indonesien                                                                            | 1:0 Klok (50., Handelfmeter) | 1:1 Yooyen (79.) | Thailand |
| Indonesien                                                                            | Amat (88.) | Bunmathan (49.), Haiprakhon (78.) | Thailand |
| Indonesien                                                                            | Dechmitr (62.) | | Thailand |
| Indonesien                                                                            | Spieler des Spiels: Theerathon Bunmathan (Thailand) | | Thailand |
| 4. Spieltag                                                                           | | |          |
| 29. Dezember 2022 um 16:30 Uhr (10:30 Uhr MEZ) in Jakarta (Gelora Bung Karno Stadium) | | |          |
| Zuschauer: 49.985                                                                     | | |          |
| Schiedsrichter: Mohammed al-Hoish ( Saudi-Arabien)                                    | | |          |
| Spielbericht                                                                          | | |          |

## Kambodscha – Brunei 5:1 (1:1)
| Kambodscha                                                                                    | Kambodscha | Brunei | Brunei |
| --------------------------------------------------------------------------------------------- | --- | --- | ------ |
| Kambodscha                                                                                    | \| 4. Spieltag \| \| 29. Dezember 2022 um 17:00 Uhr (11:00 Uhr MEZ) in Phnom Penh (Morodok Techo National Stadium) \| \| Zuschauer: 6.169 \| \| Schiedsrichter: Choi Hyun-jai ( Südkorea) \| \| Spielbericht \|                                                              | \| 4. Spieltag \| \| 29. Dezember 2022 um 17:00 Uhr (11:00 Uhr MEZ) in Phnom Penh (Morodok Techo National Stadium) \| \| Zuschauer: 6.169 \| \| Schiedsrichter: Choi Hyun-jai ( Südkorea) \| \| Spielbericht \| | Brunei |
| Kambodscha                                                                                    | Keo Soksela – Choun Chanchav, Tes Sambath, Soeuy Visal (57. In Sodavid) – Orn Chanpolin, Yeu Muslim, Seut Baraing, Sos Suhana (77. Mat Noron) – Sa Ty (46. Sieng Chanthea), Reung Bunheing (46. Lim Pisoth), Nick Taylor (57. Keo Sokpheng) Cheftrainer: Ryu Hirose ( Japan) | Haimie Abdullah Nyaring – Fakharrazi Hassan (56. Azwan Saleh), Yura Indera Putera Yunos (65. Wafi Aminuddin), Khairil Shahme Suhaimi, Nur Ikhwan Othman, Abdul Mu’iz Sisa – Haziq Kasyful Azim, Azwan Ali Rahman (65. Hendra Azam Idris), Nazirrudin Ismail (46. Razimie Ramlli) – Hamizan Aziz Sulaiman (65. Adi Said), Hakeme Yazid Said Cheftrainer: Mario Rivera ( Spanien) | Brunei |
| Kambodscha                                                                                    | 1:1 Choun (31.) 2:1 Taylor (50., Foulelfmeter) 3:1 Keo Sokpheng (73., Handelfmeter) 4:1 Lim (80.) 5:1 Lim (88.) | 0:1 Othman (21.) | Brunei |
| Kambodscha                                                                                    | Tes (18.), Choun (81.), Orn (90.+4') | Yunos (4.), H. Said (77.), Sisa (83.), Nyaring (83.) | Brunei |
| Kambodscha                                                                                    | Spieler des Spiels: Lim Pisoth (Kambodscha) | | Brunei |
| 4. Spieltag                                                                                   | | |        |
| 29. Dezember 2022 um 17:00 Uhr (11:00 Uhr MEZ) in Phnom Penh (Morodok Techo National Stadium) | | |        |
| Zuschauer: 6.169                                                                              | | |        |
| Schiedsrichter: Choi Hyun-jai ( Südkorea)                                                     | | |        |
| Spielbericht                                                                                  | | |        |

## Thailand – Kambodscha 3:1 (1:0)
| Thailand                                                                      | Thailand | Kambodscha | Kambodscha |
| ----------------------------------------------------------------------------- | --- | --- | ---------- |
| Thailand                                                                      | \| 5. Spieltag \| \| 2. Januar 2023 um 19:30 Uhr (13:30 Uhr MEZ) in Tha Khlong (Thammasat Stadium) \| \| Zuschauer: 8.415 \| \| Schiedsrichter: Omar al-Ali ( Vereinigte Arabische Emirate) \| \| Spielbericht \| | \| 5. Spieltag \| \| 2. Januar 2023 um 19:30 Uhr (13:30 Uhr MEZ) in Tha Khlong (Thammasat Stadium) \| \| Zuschauer: 8.415 \| \| Schiedsrichter: Omar al-Ali ( Vereinigte Arabische Emirate) \| \| Spielbericht \|                                                           | Kambodscha |
| Thailand                                                                      | Kittipong Phuthawchueak – Suphanan Bureerat (73. Jaroensak Wonggorn), Pansa Hemviboon, Theerathon Bunmathan – Sasalak Haiprakhon (46. Sumanya Purisai), Kritsada Kaman, Sarach Yooyen, Bordin Phala (88. Poramet Arjvirai), Ekanit Panya (46. Peeradon Chamratsamee) – Adisak Kraisorn (46. Channarong Promsrikaew), Teerasil Dangda Cheftrainer: Alexandré Pölking ( Deutschland) | Keo Soksela – Tes Sambath (78. Thierry Bin), Choun Chanchav, Soeuy Visal – Orn Chanpolin (78. Boris Kok), Yeu Muslim, Seut Baraing (69. Cheng Meng), Sos Suhana – Reung Bunheing (46. Sa Ty), Sieng Chanthea, Lim Pisoth (69. Nick Taylor) Cheftrainer: Ryu Hirose ( Japan) | Kambodscha |
| Thailand                                                                      | 1:0 Dangda (45.+2', Foulelfmeter) 2:0 Purisai (50.) 3:1 Dangda (90.) | 2:1 Sieng (68.) | Kambodscha |
| Thailand                                                                      | Phala (53.) | Taylor (82.), Sos (85.) | Kambodscha |
| Thailand                                                                      | Spieler des Spiels: Teerasil Dangda (Thailand) | | Kambodscha |
| 5. Spieltag                                                                   | | |            |
| 2. Januar 2023 um 19:30 Uhr (13:30 Uhr MEZ) in Tha Khlong (Thammasat Stadium) | | |            |
| Zuschauer: 8.415                                                              | | |            |
| Schiedsrichter: Omar al-Ali ( Vereinigte Arabische Emirate)                   | | |            |
| Spielbericht                                                                  | | |            |

## Philippinen – Indonesien 1:2 (0:2)
| Philippinen                                                                    | Philippinen | Indonesien | Indonesien |
| ------------------------------------------------------------------------------ | --- | --- | ---------- |
| Philippinen                                                                    | \| 5. Spieltag \| \| 2. Januar 2023 um 20:30 Uhr (13:30 Uhr MEZ) in Manila (Rizal Memorial Stadium) \| \| Zuschauer: 2.370 \| \| Schiedsrichter: Ahmed al-Ali ( Jordanien) \| \| Spielbericht \| | \| 5. Spieltag \| \| 2. Januar 2023 um 20:30 Uhr (13:30 Uhr MEZ) in Manila (Rizal Memorial Stadium) \| \| Zuschauer: 2.370 \| \| Schiedsrichter: Ahmed al-Ali ( Jordanien) \| \| Spielbericht \| | Indonesien |
| Philippinen                                                                    | Anthony Pinthus – Simen Lyngbø (80. Pocholo Bugas), Amani Aguinaldo, Jefferson Tabinas, Audie Menzi – Christian Rontini, Oliver Bias (60. Sebastian Rasmussen), Hikaru Minegishi (74. Harry Nuñez), Stephan Schröck – Kenshiro Daniels (80. Jesus Melliza), Mark Hartmann (60. Sandro Reyes) Cheftrainer: Josep Ferré ( Spanien) | Nadeo Argawinata (24. Syahrul Trisna) – Asnawi Mangkualam, Fachruddin Aryanto , Rizky Ridho, Pratama Arhan – Witan Sulaeman (59. Yakob Sayuri), Marc Klok, Saddil Ramdani (59. Egy Maulana Vikri), Marselino Ferdinan (83. Rachmat Irianto), Ricky Kambuaya – Dendy Sulistyawan (83. Ilija Spasojević) Cheftrainer: Shin Tae-yong ( Südkorea) | Indonesien |
| Philippinen                                                                    | 1:2 Rasmussen (83.) | 0:1 Sulistyawan (21.) 0:2 Ferdinan (43.) | Indonesien |
| Philippinen                                                                    | Reyes (90.+3') | | Indonesien |
| Philippinen                                                                    | Spieler des Spiels: Stephan Schröck (Philippinen) | | Indonesien |
| 5. Spieltag                                                                    | | |            |
| 2. Januar 2023 um 20:30 Uhr (13:30 Uhr MEZ) in Manila (Rizal Memorial Stadium) | | |            |
| Zuschauer: 2.370                                                               | | |            |
| Schiedsrichter: Ahmed al-Ali ( Jordanien)                                      | | |            |
| Spielbericht                                                                   | | |            |